# Geely Binrui

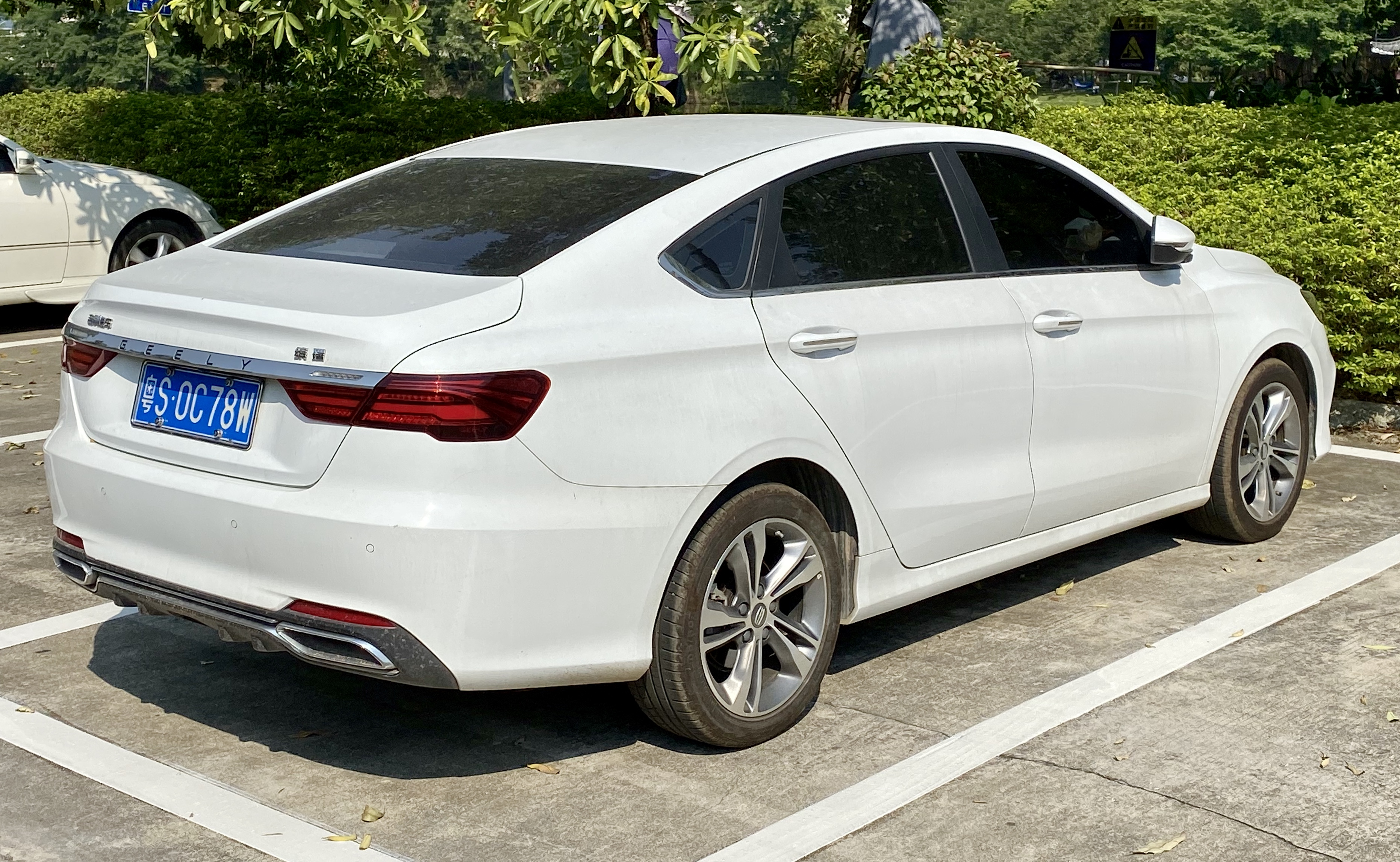
Heckansicht

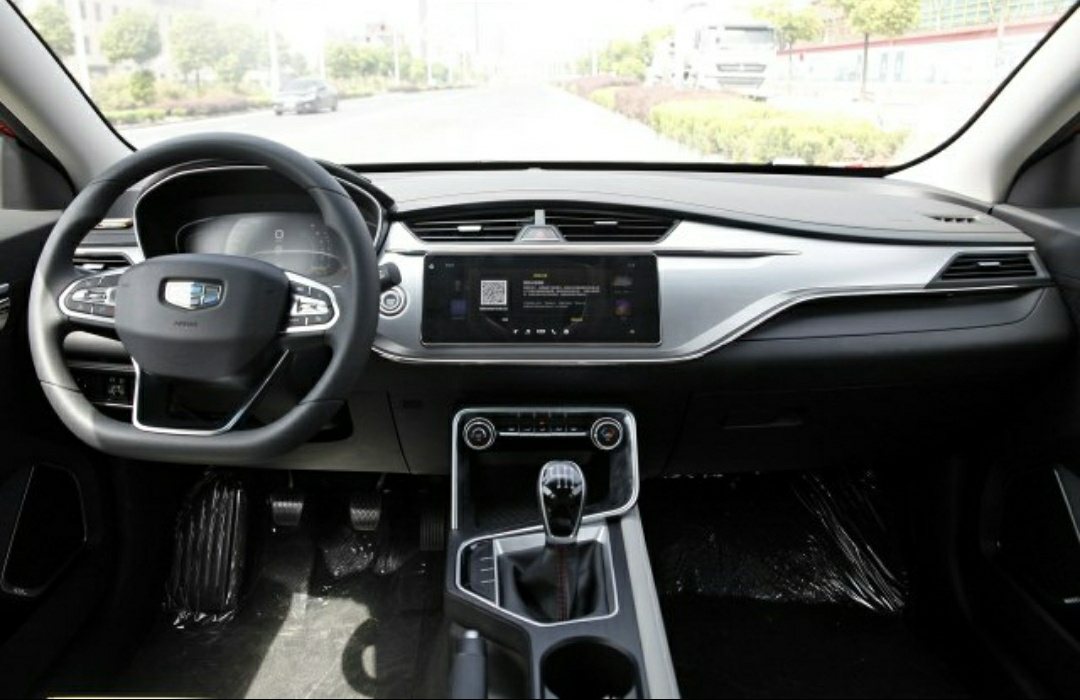
Innenansicht

Der Geely Binrui ist eine Limousine der Kompaktklasse des chinesischen Automobilherstellers Geely der Marke Geely.

## Geschichte
Das Fahrzeug wurde erstmals im Mai 2018 als Geely A06 angekündigt. Im August 2018 kam der Binrui auf dem chinesischen Markt in den Handel. Eine überarbeitete Version präsentierte Geely im Dezember 2020 und im März 2022.

## Technik
Die Limousine ist das erste Fahrzeug, das auf der modularen BMA-Plattform des Geely-Konzerns aufbaut. Das SUV Binyue wurde zwar schon vor dem Binrui vorgestellt, der Verkauf begann aber erst im Oktober 2018.
Die BMA-Plattform ist unterhalb der CMA-Plattform positioniert, die Geely gemeinsam mit Volvo entwickelte.

## Technische Daten
Zum Marktstart im August 2018 stand für den Wagen ausschließlich ein aufgeladener 1,4-Liter-Ottomotor mit vier Zylindern zur Verfügung. Im April 2019 folgte ein aufgeladener 1,0-Liter-Ottomotor mit drei Zylindern. 2022 ersetzte ein aufgeladener 1,5-Liter-Ottomotor mit vier Zylindern die anderen Antriebe.
|                                             | 200T                               | G-Power 200T                       | G-Power 14T                 | 1.4T                         | 1.5T                             |
| Bauzeitraum                                 | 04/2020–12/2020                    | 04/2019–04/2020                    | 08/2018–11/2019             | 04/2020–04/2022              | seit 04/2022                     |
| Motorkenndaten                              |                                    |                                    |                             |                              |                                  |
| Motortyp                                    | R3-Ottomotor                       | R3-Ottomotor                       | R4-Ottomotor                | R4-Ottomotor                 | R4-Ottomotor                     |
| Motoraufladung                              | Turbolader                         | Turbolader                         | Turbolader                  | Turbolader                   | Turbolader                       |
| Hubraum                                     | 998 cm³                            | 998 cm³                            | 1398 cm³                    | 1398 cm³                     | 1499 cm³                         |
| max. Leistung Verbrennungsmotor bei min−1   | 98 kW (133 PS) bei 6000/min        | 100 kW (136 PS) bei 6000/min       | 98 kW (133 PS) bei 5200/min | 104 kW (141 PS) bei 5200/min | 133 kW (181 PS) bei 5500/min     |
| max. Drehmoment bei min−1                   | 205 Nm bei 2000–3000/min           | 205 Nm bei 2000–3000/min           | 215 Nm bei 2000–4000/min    | 235 Nm bei 1600–4000/min     | 290 Nm bei 2000–3500/min         |
| Kraftübertragung                            |                                    |                                    |                             |                              |                                  |
| Antrieb, serienmäßig                        | Vorderradantrieb                   | Vorderradantrieb                   | Vorderradantrieb            | Vorderradantrieb             | Vorderradantrieb                 |
| Getriebe, serienmäßig                       | 6-Gang-Schaltgetriebe              | 6-Gang-Schaltgetriebe              | 6-Gang-Schaltgetriebe       | 6-Gang-Schaltgetriebe        | 7-Stufen-Doppelkupplungsgetriebe |
| Getriebe, optional                          | (6-Stufen-Doppelkupplungsgetriebe) | (6-Stufen-Doppelkupplungsgetriebe) | (Stufenloses Getriebe)      | (Stufenloses Getriebe)       | —                                |
| Messwerte                                   |                                    |                                    |                             |                              |                                  |
| Höchstgeschwindigkeit                       | 200 km/h (200 km/h)                | 200 km/h (200 km/h)                | 200 km/h (190 km/h)         | 200 km/h (200 km/h)          | 210 km/h                         |
| Beschleunigung, 0–100 km/h                  | k. A. (k. A)                       | k. A. (11,9 s)                     | k. A. (k. A)                | k. A. (k. A)                 | 7,1 s                            |
| Kraftstoffverbrauch auf 100 km (kombiniert) | 5,0 l Super (5,2 l Super)          | 5,0 l Super (5,1 l Super)          | 5,7 l Super (5,9 l Super)   | 5,9 l Super (6,1 l Super)    | 5,9 l Super                      |

* Werte in runden Klammern gelten für Modelle mit optionalem Getriebe.